# Fachspedition Karl Dischinger
Die Fachspedition Karl Dischinger GmbH (Eigenschreibweise: fachspedition karldischinger gmbh oder kurz: kd-fachspedition) mit Sitz im baden-württembergischen Ehrenkirchen (Landkreis Breisgau-Hochschwarzwald) ist ein mittelständischer Transport- und Logistikdienstleister, dessen Wurzeln bis in das Jahr 1470 zurückreichen.

## Geschichte
Aus dem Jahr 1470 ist eine Urkunde überliefert, nach der ein Michael Tischinger Wein vom Kaiserstuhl ins Kloster St. Blasien transportierte. 1924 übernahm Karl Dischinger, der Namensgeber des heutigen Unternehmens, den Fuhrbetrieb seines Vaters und erwarb den ersten LKW. Einer der ersten Kunden war die damalige Molkerei Breisgaumilch (heute: Schwarzwaldmilch GmbH), die bis heute Kunde von Dischinger ist. Nach dem Zweiten Weltkrieg entwickelte sich das Unternehmen vom reinen Nahverkehrsunternehmen hin zu einer Fernverkehrsspedition und gründete diverse Tochterunternehmen.
In den 1970ern fokussierte sich das Unternehmen auf Transporte in den vier Geschäftsbereichen Lebensmittel, Verbrauchsgüter, Pharma sowie Automotive und wandelte sich vom reinen Transportunternehmen zu einem Logistikdienstleister. 1999 wurde am Standort Ehrenkirchen eine öffentliche Tankstelle eröffnet. 2008 eröffnete Dischinger neben dem Stammsitz in Ehrenkirchen ein zweites Logistikzentrum am Baden-Airpark in Rheinmünster.

## Struktur
Die Fachspedition Karl Dischinger GmbH als bedeutendstes operatives Unternehmen der Unternehmensgruppe ist eine 100%ige Tochter der KD-Holding GmbH (Eigenschreibweise: kd - holding gmbh). Daneben gibt es Auslandstöchter in Kroatien, Österreich und Spanien.

## Kennzahlen
2020 machte die Gruppe mit rund 900 Mitarbeitern einen Umsatz von 94,4 Mio. EUR (2019: 103,6 Mio. EUR). Es wurden rund 632.000 Tonnen Ladung transportiert, der Umschlag erfolgte zu zwei Dritteln in Ehrenkirchen, zu einem Drittel in Rheinmünster.